# Georgia de Leeuw
Georgia de Leeuw (* 14. Jänner 1990 in Wien) ist eine ehemalige österreichische Basketballspielerin.

## Laufbahn
Die Tochter einer deutschen Mutter und eines schwedischen Vaters wuchs in Wien auf. Ihr Vater gründete den Verein zur Förderung von Mädchen- und Damenbasketball in Österreich und war Trainer beim Verein Sportunion Döbling. De Leeuw, die ein Musikgymnasium besuchte und Klavier spielte, war als Basketballspielerin im Jugendbereich Mitglied des UBC Neusiedl, dann der Flying Foxes Wien und des BK Klosterneuburg.
Sie nahm mit Österreichs Auswahlen in den Altersklassen U16, U18 und U20 an B-Europameisterschaften teil. Im Damenalter wurde sie 2014 mit Österreich Siegerin bei der Europameisterschaft der kleinen Länder.
In Klosterneuburg gelang der 1,75 Meter großen Flügelspielerin 2007 der Sprung in die Bundesliga. 2009 wechselte sie nach Schweden, setzte dort ihr Politikstudium fort, spielte 2009/10 bei den Solna Vikings und errang die Vizemeisterschaft. Von 2010 bis 2015 gehörte de Leeuw im selben Land den Norrköping Dolphins an, wurde 2013 schwedische Meisterin und 2014 Vizemeisterin. Mit Norrköping trat sie in der Saison 2013/14 auch im europäischen Vereinswettbewerb EuroCup an. Im Sommer 2015 wechselte sie innerhalb Schwedens zum IK Eos Lund. 2018 kehrte sie nach Wien zurück und war bei den Vereinten Nationen tätig, im Vorfeld der Saison 2019/20 ging sie wieder nach Schweden und zum IK Eos Lund. An der Lunds Universitet begann de Leeuw eine Doktorarbeit.